# 布萊克奧克鎮區 (愛荷華州馬哈斯卡縣)
布萊克奧克鎮區（英語：Black Oak Township）是位於美國愛荷華州馬哈斯卡縣的一個行政鎮區。

## 地方資料
根據2010年美國人口普查的數據，布萊克奧克鎮區的面積為86.34平方千米，當中陸地面積為86.32平方千米，而水域面積為0.02平方千米。當地共有人口753人，而人口密度為每平方千米8.72人。